# 井上隆雄
井上 隆雄（いのうえ たかお、1940年（昭和15年）7月21日 - 2016年（平成28年）7月21日）は、日本の写真家。日本写真家協会・日本ペンクラブ・民族芸術学会・日本写真学会、各会員。滋賀県大津市出身。

## 来歴
1965年（昭和40年）京都市立美術大学（現：京都市立芸術大学）卒業、1973年（昭和48年）写真家として独立。
2016年（平成28年）7月21日、肺炎のため京都市内の病院で死去、享年76歳。

## 人物
主に民族芸術・仏教美術・生活などを企画撮影し、アジアを中心に世界各地を撮影した後、京都を中心に取材を重ねた。自然の撮影もライフワークの一つだった。

## 主な著書
- チベット密教壁画[要文献特定詳細情報]
- パガンの仏教壁画[要文献特定詳細情報]
- 現代の茶会[要文献特定詳細情報]
- みちのく風土記[要文献特定詳細情報]
- 京　逍遥　（淡交社）[要文献特定詳細情報]
- すすき[要文献特定詳細情報]
- おのずから　しからしむ （東本願寺　ISBN 978-4-8341-0388-5)[要文献特定詳細情報]

## 受賞歴
- 1984年（昭和59年） - 京都市芸術新人賞
- 2000年（平成12年） - 日本写真学会賞（東陽賞）
- 2000年（平成12年） - 京都美術文化賞
- 2002年（平成14年） - 京都府文化賞（功労賞）
- 2004年（平成16年） - 京都市文化功労者
- 2005年（平成17年） - 茶道文化振興賞
- 2006年（平成18年） - 大津市文化賞